# Distretto di Čuj
Il distretto di Čuj (in kirghiso Чүй району?, Çüy rayonu) è un distretto (raion) del Kirghizistan con  capoluogo Čuj; al suo interno si trova il precedente capoluogo della provincia di Čuj, Tokmok, il quale costituisce distretto a sé stante.